# Roque Mesa
Roque Mesa Quevedo (Las Palmas de Gran Canaria, 7 giugno 1989) è un calciatore spagnolo, di ruolo centrocampista, attualmente svincolato.

## Caratteristiche tecniche
È un mediano che agisce prevalentemente come centrocampista centrale, essendo duttile tatticamente può giocare anche come laterale sulla fascia destra ed inoltre è abile negli inserimenti senza palla.

## Carriera

### Club

#### Gli inizi al Levante B, Huracán e Tenerife B
Nato a Telde nelle Isole Canarie, cresce calcisticamente nelle giovanili del Levante giocando due anni per la squadra B, in SDB e TD. Passa poi all'Huracán e anche nella squadra B del Tenerife militando negli anni sempre in categorie inferiori di 3º e 4º livello.

#### Il passaggio al Las Palmas e prestito all'Atlético Baleares
Nell'estate del 2010 firma per il Las Palmas dove gioca nella prima stagione per la squadra B. Debutta in prima squadra l'8 ottobre 2011, facendo il suo esordio ufficiale da titolare con la società canaria, nella partita vinta 2-1 in trasferta contro il Celta Vigo. Il 31 agosto 2011 passa in prestito stagionale all'Atlético Baleares. Tornato a fine stagione al Las Palmas, prolunga il suo contratto con scadenza a giugno 2017, il 1º novembre 2014 realizza la sua prima rete con la maglia giallo e blu nella partita casalinga vinta 2-1 contro l'Albacete disputando una grandissima stagione "2014-2015" dove contribuisce in maniera importante alla promozione in Liga. Il 22 agosto 2015 debutta nella massima serie spagnola nella partita giocata in trasferta contro l'Atlético Madrid. Un mese più tardi il 23 settembre segna la sua prima rete in Liga nella partita vinta 2-0 in casa contro il Siviglia.

#### Il trasferimento in Premier allo Swansea
Il 6 luglio 2017 viene ingaggiato per 11 milioni di sterline, dalla società gallese dello Swansea City con il quale firma un contratto quadriennale. Fa il suo esordio in Premier League il 19 agosto seguente, nella partita interna persa 4-0 contro il Manchester United.

#### Siviglia e Leganes
Il 1º gennaio 2018 torna in patria, venendo acquistato dagli spagnoli del Siviglia, con la formula del prestito con diritto di riscatto fissato a 8 milioni. Il 25 ottobre dello stesso anno, sigla la sua prima rete con la maglia andalusa, nella partita di Europa League vinta per 6-0 in casa contro l'Akhisar Belediyespor. Il 4 aprile 2019 sigla con gli andalusi la sua prima rete in campionato, nella partita vinta per 2-0 in casa contro l'Alavés. Il 14 agosto successivo, viene ceduto in prestito annuale al Leganés.

## Statistiche

### Presenze e reti nei club
Statistiche aggiornate al 12 maggio 2019.
| Stagione            | Squadra             | Campionato          | Campionato | Campionato | Coppe nazionali | Coppe nazionali | Coppe nazionali | Coppe continentali | Coppe continentali | Coppe continentali | Altre coppe | Altre coppe | Altre coppe | Totale | Totale |
| Stagione            | Squadra             | Comp                | Pres       | Reti       | Comp            | Pres            | Reti            | Comp               | Pres               | Reti               | Comp        | Pres        | Reti        | Pres   | Reti   |
| ------------------- | ------------------- | ------------------- | ---------- | ---------- | --------------- | --------------- | --------------- | ------------------ | ------------------ | ------------------ | ----------- | ----------- | ----------- | ------ | ------ |
| 2007-2008           | Levante B           | SDB                 | 22         | 1          | -               | -               | -               | -                  | -                  | -                  | -           | -           | -           | 22     | 1      |
| 2008-2009           | Levante B           | TD                  | 32         | 3          | -               | -               | -               | -                  | -                  | -                  | -           | -           | -           | 32     | 3      |
| Totale Levante B    | Totale Levante B    | Totale Levante B    | 54         | 4          |                 |                 |                 |                    |                    |                    |             |             |             | 54     | 4      |
| 2009-gen. 2010      | A.D. Huracán        | TD                  | 14         | 1          | -               | -               | -               | -                  | -                  | -                  | -           | -           | -           | 14     | 1      |
| gen.-giu. 2010      | Tenerife B          | SDB                 | 16         | 0          |                 |                 |                 |                    |                    |                    |             |             |             | 16     | 0      |
| 2010-2011           | Las Palmas B        | TD                  | 33         | 6          | -               | -               | -               | -                  | -                  | -                  | -           | -           | -           | 33     | 6      |
| 2013-2014           | Las Palmas B        | SDB                 | 35+2       | 8          | -               | -               | -               | -                  | -                  | -                  | -           | -           | -           | 37     | 8      |
| Totale Las Palmas B | Totale Las Palmas B | Totale Las Palmas B | 68+2       | 14         |                 |                 |                 |                    |                    |                    |             |             |             | 70     | 14     |
| 2011-2012           | Las Palmas          | SD                  | 22         | 0          | -               | -               | -               | -                  | -                  | -                  | -           | -           | -           | 22     | 0      |
| 2012-2013           | Atlético Baleares   | SDB                 | 33         | 3          | -               | -               | -               | -                  | -                  | -                  | -           | -           | -           | 33     | 3      |
| 2014-2015           | Las Palmas          | SD                  | 31+4       | 3+1        | CR              | 4               | 0               | -                  | -                  | -                  | -           | -           | -           | 39     | 4      |
| 2015-2016           | Las Palmas          | PD                  | 34         | 1          | CR              | 5               | 0               | -                  | -                  | -                  | -           | -           | -           | 39     | 1      |
| 2016-2017           | Las Palmas          | PD                  | 35         | 1          | CR              | 1               | 0               | -                  | -                  | -                  | -           | -           | -           | 36     | 1      |
| Totale Las Palmas   | Totale Las Palmas   | Totale Las Palmas   | 122+4      | 5+1        |                 | 10              | 0               |                    | -                  | -                  |             | -           | -           | 136    | 6      |
| 2017-gen. 2018      | Swansea City        | PL                  | 11         | 0          | FACup+CdL       | 2+3             | 0               | -                  | -                  | -                  | -           | -           | -           | 16     | 0      |
| gen.-giu. 2018      | Siviglia            | PD                  | 7          | 0          | CR              | 0               | 0               | UCL                | 0                  | 0                  | -           | -           | -           | 7      | 0      |
| 2018-2019           | Siviglia            | PD                  | 31         | 2          | CR              | 5               | 0               | UEL                | 12                 | 1                  | SS          | 1           | 0           | 49     | 3      |
| Totale Siviglia     | Totale Siviglia     | Totale Siviglia     | 38         | 2          |                 | 5               | 0               |                    | 12                 | 1                  |             | 1           | 0           | 56     | 3      |
| Totale carriera     | Totale carriera     | Totale carriera     | 356+6      | 30         |                 | 20              | 0               |                    | 12                 | 1                  |             | 1           | 0           | 395    | 31     |

## Palmarès

### Club

#### Competizioni nazionali
- Liga Super: 1

Johor Darul Ta'zim: 2024-2025
- Coppa della Malaysia: 1

Johor Darul Ta'zim: 2024-2025